# Xarxa viària de les Illes Balears
La xarxa viària de les Illes Balears correspon al conjunt de les vies de circulació destinades al transport terrestre interurbà de les illes que conformen l'arxipèlag balear. És gestionada i mantinguda pels diferents consells insulars (Llei 5/1990, 24 de Maig, de Carreteres en les Illes Balears, publicada en el BOIB núm. 77 de 26 de juny de 1990 i BOE de 2 d'agost de 1990) i se subdivideix en xarxa primària i xarxa secundària.

## Xarxa primària
Xarxa primària, constituïda per les carreteres per on discorren tràfics d'interès general de la Comunitat, per la importància quantitativa o qualitativa que tenen, per comunicar les principals localitats o comarques, els ports o aeroports i per servir de base als principals eixos econòmics, comercials i turístics, i que formen a cada illa una xarxa connexa.

## Xarxa secundària
Xarxa Secundària en la qual s'inclouen aquelles carreteres que, sense tenir les característiques de la Xarxa Primària, serveixen de comunicació intercomarcal a cada Illa, o compleixen una funció que supera l'àrea municipal distribuint el tràfic per tot l'àmbit insular.

## La xarxa viària a Mallorca
La Xarxa de Carreteres de Mallorca està formada per totes aquelles carreteres que discorren per l'illa homònima. Totes elles, sense importar la seva categoria, són competència del Departament d'Obres Públiques del Consell Insular de Mallorca.

### Xarxa principal
| Identificador | Tipus de via        | Denominació                                   | Longitud | Punt d'inici                                                                                              | Punt final                                                                                                | Observacions |
| ------------- | ------------------- | --------------------------------------------- | -------- | --- | --- | --- |
| Ma-1          | Autopista Carretera | Eix de Ponent                                 | 32,2 km  | 39° 34′ 02″ N, 2° 38′ 42″ E / 39.567173°N,2.644970°E 39° 31′ 57″ N, 2° 25′ 43″ E / 39.532423°N,2.428723°E | 39° 31′ 57″ N, 2° 25′ 43″ E / 39.532423°N,2.428723°E 39° 32′ 44″ N, 2° 23′ 32″ E / 39.545544°N,2.392341°E | Coneguda com a autopista d'Andratx. Fins al km 22,5 és autopista, la resta és carretera convencional. Transita pels municipis de Palma, Calvià i Andratx.                                                                               |
| Ma-10         | Carretera           | Carretera de la Serra de Tramuntana           |          | | | Va d'Andratx a Pollença i passa per Estellencs, Banyalbufar, Valldemossa, Deià, Sóller i Escorca. |
| Ma-11         | Carretera           | Carretera de Sóller                           | 34,4 km  | 39° 34′ 39″ N, 2° 39′ 09″ E / 39.577456°N,2.652376°E                                                      | 39° 47′ 54″ N, 2° 42′ 04″ E / 39.798364°N,2.701088°E                                                      | Carretera convencional. Transita pels municipis de Palma, Bunyola i Sóller. |
| Ma-12         | Carretera           |                                               | 34 km    | | | Artà, Son Serra de Marina, Colònia de Sant Pere, Can Picafort, Alcúdia Pins, Platges de Muro, Alcúdia, Port d'Alcúdia |
| Ma-13         | Autopista Carretera | Eix Central. Autopista Palma-Sa Pobla         | 50,5 km  | 39° 35′ 12″ N, 2° 40′ 01″ E / 39.586641°N,2.666967°E 39° 47′ 46″ N, 3° 01′ 30″ E / 39.796234°N,3.025105°E | 39° 47′ 46″ N, 3° 01′ 30″ E / 39.796234°N,3.025105°E 39° 51′ 05″ N, 3° 06′ 54″ E / 39.851470°N,3.115040°E | Coneguda com a autopista d'Alcúdia. Fins al km 34,2 és autopista, la resta és carretera convencional. Transita pels municipis de Palma, Marratxí, Santa Maria del Camí, Consell, Binissalem, Inca, Selva, Campanet, Sa Pobla i Alcúdia. |
| Ma-14         | Carretera           |                                               | 29 km    | | | Uneix les localitats de Santanyí i Manacor passant per Felanitx |
| Ma-15         | Carretera           | Carretera de Manacor                          | 79,3 km  | 39° 34′ 17″ N, 2° 39′ 26″ E / 39.571367°N,2.657142°E                                                      | 39° 42′ 42″ N, 3° 27′ 48″ E / 39.711537°N,3.463402°E                                                      | Carretera convencional (fins al km 47 és una via desdoblada). Transita pels municipis de Palma, Algaida, Montuïri, Sant Joan, Vilafranca de Bonany, Petra, Manacor, Sant Llorenç des Cardassar, Artà i Capdepera.                       |
| Ma-19         | Autopista Carretera | Autopista de Llevant o autopista de Llucmajor | 60,2 km  | 39° 34′ 02″ N, 2° 38′ 42″ E / 39.567173°N,2.644970°E 39° 28′ 41″ N, 2° 54′ 50″ E / 39.478024°N,2.913779°E | 39° 28′ 41″ N, 2° 54′ 50″ E / 39.478024°N,2.913779°E 39° 21′ 52″ N, 3° 12′ 37″ E / 39.364331°N,3.210219°E | Coneguda com a Autopista de Llucmajor. Fins al km 27,5 és autopista, la resta és carretera convencional. Transita pels municipis de Palma, Llucmajor, Campos i Santanyí.                                                                |
| Ma-20         | Autopista           | Via de Cintura                                | 11,3 km  | 39° 33′ 53″ N, 2° 40′ 34″ E / 39.564831°N,2.676146°E                                                      | 39° 33′ 31″ N, 2° 36′ 12″ E / 39.558504°N,2.603436°E                                                      | Via de circumval·lació de Palma. Connecta els eixos de llevant i ponent per via perifèrica. |
| Ma-30         | Autopista           | Segon Cinturó o Via Connectora                | 8 km     | | | Segona ronda de circumval·lació de Palma. En obres per transformar-la en autopista |